# 若瑟-类斯·塞拉诺·旁尼达
若瑟-类斯·塞拉诺·旁尼达（加泰隆尼亞語發音：[dʒuˈzɛb ʎuˈis seˈrano pentiˈnat]；1977年3月19日—）是西班牙籍天主教会主教，自2025年起担任乌赫尔主教，并依职权兼任安道尔大公。他于2012年至2024年在圣座外交使团任职。

## 早年生活
塞拉诺于1977年3月19日出生在西班牙加泰罗尼亚塔拉戈纳省的蒂维萨，其本人精通加泰罗尼亚语、西班牙语、法语、英语、意大利语和葡萄牙语。他先是在14岁时进入小修院，后于1995年开始在托尔托萨大修道院学习他还曾在巴塞罗那的加泰罗尼亚神学院学习神学，在那里接受哲学和神学培训，并于2001年获得巴塞罗那加泰罗尼亚神学院的神学学士学位。他于2001年晋铎为执事，并在安波斯塔圣母升天堂服事。2002年4月21日，他在托尔托萨主教座堂由沙勿略·萨利纳斯·维尼亚尔斯主教祝圣为司铎。
2002年至2005年，塞拉诺担任拉帕尔马-德埃布雷、拉比斯巴尔-德蒙桑特和马尔加莱夫这三个乡村堂区的本堂神父。2005年至2007年，他在罗马宗座额我略大学攻读教义神学，并于2007年获得教义学执业学位。返国后，他担任托尔托萨教区班德略斯和奧斯皮塔萊特-德爾因凡特市内圣安德肋堂与圣伯多禄堂的本堂神父。2008至2009年间，他兼任北海岸牧灵联合体的协调主任，并于2007至2009年在托尔托萨大神学院任教。
2009年至2012年，塞拉诺在罗马宗座传教士学院就读，并先后在宗座拉特朗大学和宗座额我略大学深造，分别于2011年获教义学执业学位，2012年凭借论文《圣言、圣事与神恩：E·科雷科的教会论》获博士学位。

## 职业生涯

### 外交角色
2012年至2016年，塞拉诺任教廷驻莫桑比克大使馆秘书；2016年至2017年任驻尼加拉瓜大使馆秘书；2017年至2019年任驻巴西大使馆秘书。自2019年起他在圣座国务秘书处一般事务处担任教廷大使馆事务参赞，并于2024年前成为国务卿副手、埃德加·培尼亚·帕拉总主教的私人秘书。

### 乌赫尔主教兼安道尔大公（2025年至今）
2024年7月12日，教宗方济各任命塞拉诺为乌尔赫教区的助理主教，这意味着霍安·恩里克·比韦斯-西西利亚辞职后塞拉诺将继任乌尔赫主教，并自动成为安道尔大公。他的任命也终结了地方媒体关于是否为安道尔单独设立教区或修改主教兼任大公职权的猜测。9月21日，他由埃德加·培尼亚·帕拉总主教主礼晋牧。
2025年5月31日，在教宗良十四世接受比韦斯辞呈后，塞拉诺正式成为乌尔赫主教兼安道尔大公。